# Albert Brachet

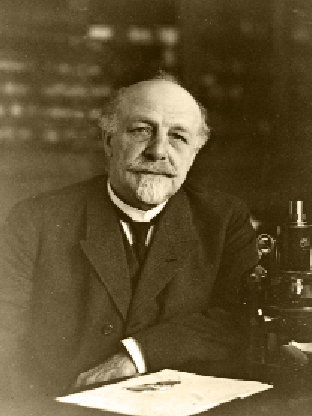
Albert Brachet

Albert Auguste Toussaint Brachet (Luik, 1 januari 1869 - Brussel, 27 december 1930) was een Belgisch embryoloog. Hij was hoogleraar aan de Université libre de Bruxelles en deed baanbrekend onderzoek op het gebied van de experimentele embryologie. Brachet vormde een "Belgische school" embryologen die zijn pionierswerk na zijn dood zou verderzetten.

## Carrière
Brachet kreeg zijn eerste vorming aan de Université de Liège in het laboratorium van zoöloog Edouard Van Beneden vanaf 1887. Op aanraden van Van Beneden ging Brachet geneeskunde studeren aan de universiteit waar hij zich specialiseerde in de menselijke anatomie. Brachet behaalde het doctoraat in de geneeskunde in 1894 en ging zich daarna nog verder specialiseren in Breslau bij de Duitse embryoloog Gustav Jacob Born waar hij in aanraking kwam met de experimentele embryologie die toen nog in zijn kinderschoenen stond.
In 1899 werd Brachet werkleider aan de faculteit geneeskunde van de Luikse universiteit waar hij aanvankelijk onderzoek deed naar de embryonale oorsprong van het bloed bij beenvissen en vooral bij de amfibieën. Na de eeuwwisseling stapte Brachet resoluut over naar de experimentele embryologie waarbij door het doden van klievingscellen van de kiemen resultaten verkregen werden. In 1903 publiceerde Brachet zijn eerste resultaten, meteen de eerste Belgische publicatie op het gebied van de experimentele embryologie.
Brachet werd in 1904 benoemd tot hoogleraar aan de Université libre de Bruxelles en hij kreeg de leerstoel "Menselijke anatomie". Twee jaar later kreeg hij er de leerstoel "Embryologie" bij. Onder zijn bezielende leiding ontstond er een "Belgische school" van embryologen, niet alleen aan de universiteit van Brussel maar ook aan de Katholieke Universiteit Leuven en de Universiteit Gent die onderzoek deed op het gebied van de experimentele embryologie.
Brachet werkte bij voorkeur op de kiemen van amfibieën maar hij deed ook onderzoek op ongewervelden en zoogdieren. Zo was Brachet de eerste die erin slaagde om gedurende een bepaalde tijd een zoogdierei in vitro te kweken.
Ook in het buitenland werd het baanbrekend werk van Brachet op het gebied van de experimentele embryologie gewaardeerd. Zo gaf hij tijdens de Eerste Wereldoorlog les aan het Collège de France, de universiteit van Parijs en aan de universiteit van Genève. In Parijs kreeg hij de bijnaam De Jaurès van de anatomie vanwege zijn pedagogische kwaliteiten en zijn welsprekendheid.
Na de oorlog keerde Brachet terug naar België. Nadat hij reeds tussen 1911 en 1914 decaan was geweest van de faculteit geneeskunde te Brussel, werd Brachet in 1923 rector van de ULB. Hij oefende deze functie uit tot in 1926.
Brachet was lid van onder meer de Koninklijke Academie van België, de Koninklijke Academie voor Geneeskunde van België, het Institut de France en de Royal Society (sinds 1928) en behaalde eredoctoraten aan de universiteiten van Parijs, Straatsburg en Genève.
Na zijn dood werd het werk van Brachet verdergezet door zijn leerling Albert Dalcq maar vooral door zijn zoon Jean Brachet die zelf een leerling van Dalcq was.

## Werken
- Traité d'Embryologie (1921)
- La vie créatrice des formes (1927)
- L'œuf et les facteurs de l'ontogenèse (1930)

- Bibliothèque nationale de France: cb12298175r (data)
- Catàleg d'autoritats de noms i títols de Catalunya: 981058517024306706
- CiNii: DA09499446
- Gemeinsame Normdatei: 116384603
- International Standard Name Identifier: 0000 0000 8151 111X
- Library of Congress Control Number: n87147059
- Nationale Bibliotheek van Tsjechië: xx0179279
- Nationale Bibliotheek van Israël: 987007274167805171
- Nederlandse Thesaurus van Auteursnamen: 074176137
- Système universitaire de documentation: 067036856
- Virtual International Authority File: 71455741
- WorldCat: E39PBJwRRt4xjw6Q68wv3HDyVC